# Léo Cassil

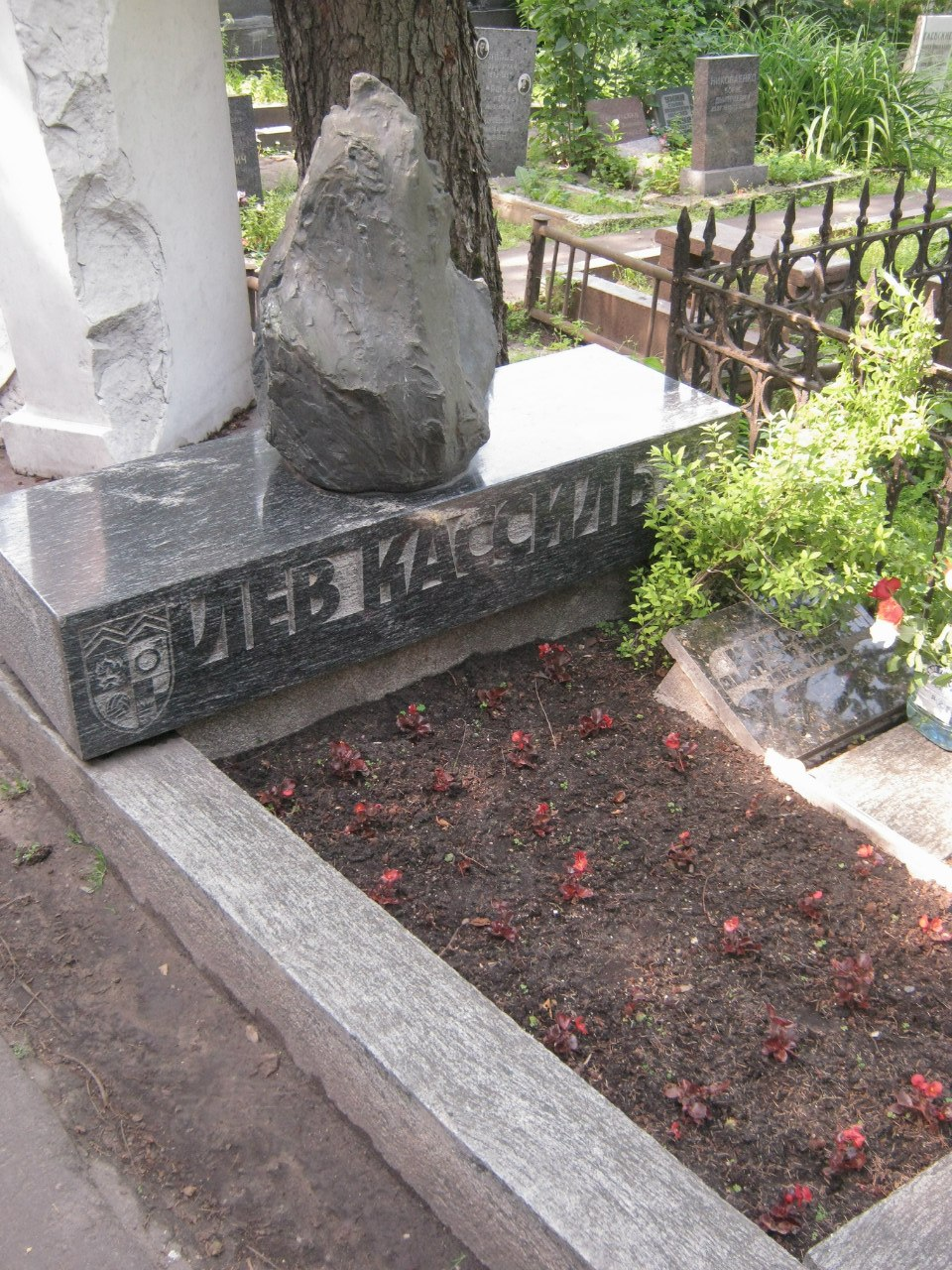
Tombe de Lev Kassil au cimetière de Novodevitchi.

Léo Cassil ou Léon Kassil (en russe : Лев Абра́мович Касси́ль, Lev Abramovitch Kassil), né le 25 juin 1905 à Pokrovskaïa sloboda et mort le 21 juin 1970 à Moscou, est un auteur soviétique de littérature d'enfance et de jeunesse.

## Biographie
Fils de médecin d'origine juive, Abram Kassil, et de son épouse Anna Perelman, professeur de piano, Léon Kassil naît à Pokrovskaïa sloboda dans le gouvernement de Saratov alors sous Empire russe. Il a un frère, Iossif Kassil, de trois ans son cadet. Le gymnasium où il entame sa scolarité est réorganisé après la révolution russe en école communale des travailleurs. À cette époque, Kassil fréquente la bibliothèque municipale qui dispense des ateliers d'activité pour enfants et édite un journal où il s'illustre comme rédacteur et illustrateur.
À la fin de ses études secondaires en 1923, il s'installe à Moscou et s'inscrit à la faculté de mathématiques et physique de l'Université d'État de Moscou. Il se passionne également pour l'écriture et collabore avec le journal Izvestia en 1928-1937. Il publie en 1933 Le Voyage imaginaire (Kondouit i Schwambrania), récit largement biographique écrit entre 1928 et 1933. Le livre raconte comment son frère et lui ont vécu dans un univers parallèle qu'ils se sont inventé sous le nom de « Schwambrania »,,. Découvert par André Malraux, il est traduit à sa demande en français sous le titre Le Voyage imaginaire. Les éditions américaines, françaises et polonaises font connaître le nom de Kassil à ses lecteurs. Romain Rolland lui exprime personnellement son admiration lors de sa visite à Moscou en 1935. Le livre sera ensuite interdit en URSS.
Son frère Iossif, journaliste et critique littéraire, est arrêté le 4 août 1937. Accusé d'activités contre-révolutionnaires et condamné selon l'article 58 à dix ans de camps sans droit au courrier, il sera finalement fusillé le 21 janvier 1938, mais ses proches ignorent ce fait jusqu'en 1943. La femme de Iossif, Zinaïda Soldatova, est condamnée à huit ans de camps à Jezkazgan comme membre de la famille d'un ennemi du peuple. Comme la répercussion de cette condamnation arrive l'interdiction de publication de Kondouit i Schwambrania, mais ses exemplaires dans les bibliothèques restent disponibles.
En 1937, puis en 1941-1942, Kassil est rédacteur en chef du journal Mourzilka. Il écrit également pour Pionerskaïa Pravda. Son roman La Grande Opposition (Velikoe protivostoianie) est publié par le journal Pioner en 1940, avant de paraître en avril 1941 sous la forme d'un livre. Il y figure entre autres le personnage d'un metteur en scène du nom de Raschtchepei dans lequel ses contemporains reconnaissent Sergueï Eisenstein.
Lors de la Seconde Guerre mondiale, Kassil travaille à la radio et donne des conférences dans les écoles et sur les bases militaires. En 1947-1948, il préside la commission pour la littérature de jeunesse au sein de l'Union des écrivains soviétiques. En 1947-1949, il organise les séminaires de la littérature d'enfance et de jeunesse à l'Institut de littérature Maxime-Gorki. Avec Ludmila Doubrovina, directrice des éditions Detguiz. Il est à l'origine des manifestations annuelles de popularisation du livre en URSS appelées la semaine du livre pour enfant. Il est en relation à cette époque avec Olga Neklioudova.
La campagne antisémite menée par Staline de 1949 à 1953 l'oblige à effectuer de nombreuses modifications de ses œuvres afin de correspondre au modèle imposé par le culte de la personnalité et continuer à être publié. Malheureusement les traductions du vivant de l'auteur auront pour source ces textes transfigurés ayant perdu de leur authenticité.
En 1951, le prix Staline lui est attribué pour la nouvelle La Rue du fils cadet, consacrée au héros de la Grande Guerre patriotique, le pionnier Vladimir Doubinine (ru), coécrite avec Max Polianovski.
Léon Kassil meurt d'un infarctus du myocarde dans son appartement de Moscou, rue Kamerguerski pereulok, et est enterré au cimetière de Novodievitchi.

## Œuvres traduites
- Le Voyage imaginaire (Кондуит и Швамбрания, 1933), Gallimard collection Les Jeunes Russes, 1937 ; réédition Attila, 2012[8].
- Mes chers garçons (Дорогие мои мальчишки, 1944), éditions Hier et aujourd'hui collection Jeunesse héroïque, 1946.
- Chargement dangereux, éditions Hier et aujourd'hui collection Jeunesse héroïque, 1947.